# Hrabstwo Kern
Hrabstwo Kern (ang. Kern County) – hrabstwo w stanie Kalifornia w Stanach Zjednoczonych. Obszar całkowity hrabstwa obejmuje powierzchnię 8161,42 mil² (21 137,98 km²). Według szacunków United States Census Bureau w roku 2010 miało 839 631 mieszkańców.
Hrabstwo powstało w 1866 roku.